# والتر زين
والتر زين (بالإنجليزية: Walter Zinn)‏ هو أستاذ جامعي وفيزيائي أمريكي وكندي، ولد في 10 ديسمبر 1906 في كيتشنر في كندا، وتوفي في 14 فبراير 2000 في سيفتي هاربور في الولايات المتحدة.

## وصلات خارجية
- والتر زين على موقع الموسوعة البريطانية (الإنجليزية)